# Score - 20th Anniversary World Tour
Score är ett livealbum med det amerikanska progressive metal-bandet Dream Theater, utgivet i augusti 2006 av skivbolaget Rhino Records. Inspelningen gjordes under den avslutande konserten i deras "20th Anniversary Tour" 1 april 2006 i Radio City Music Hall i New York. 
Med denna skiva firar Dream Theater sina 20 år tillsammans som ett band. Låtarna som framförs återspeglar dessa tjugo år i branschen. Andra delen av setlisten framförs med en orkester, The Octavarium Orchestra dirigerad av Jamshied Sharifi. Sångaren James LaBrie visar sin stora talang genom hela konserten. Konserten finns även som DVD.

## Låtlista
CD 1 (Dream Theater)
1. "The Root of All Evil" – 8:22
2. "I Walk Beside You" – 4:10
3. "Another Won" – 5:22
4. "Afterlife" – 5:56
5. "Under a Glass Moon" – 7:28
6. "Innocence Faded" – 5:36
7. "Raise the Knife" – 11:43
8. "The Spirit Carries On" – 9:46

Speltid: 58:23
CD 2 (Dream Theater & The Octavarium Orchestra)
1. "Six Degrees of Inner Turbulence" – 41:33 
  - "I. Overture" (instrumental)
  - "II. About to Crash"
  - "III. War Inside My Head"
  - "IV. The Test That Stumped Them All"
  - "V. Goodnight Kiss"
  - "VI. Solitary Shell"
  - "VII. About to Crash (Reprise)"
  - "VIII. Losing Time / Grand Finale"
2. "Vacant" – 3:01
3. "The Answer Lies Within" – 5:35
4. "Sacrificed Sons" – 10:38

Speltid: 01:00:47
CD 3 (Dream Theater & The Octavarium Orchestra)
1. "Octavarium" – 27:16
  - "Intro"
  - "I. Someone Like Him"
  - "II. Medicate Me"
  - "III. Full Circle"
  - "IV. Intervals"
  - "V. Razor's Edge"
2. "Encore: Metropolis" – 10:39

Speltid: 37:55